# Alexandra Maria Lara
Alexandra Maria Lara, geboren als Alexandra Maria Plătăreanu (Boekarest, 12 november 1978), is een in Roemenië geboren Duits actrice.
Lara kwam naar Duitsland toen ze vier en een half jaar oud was. Haar vader Valentin Plătăreanu was in Roemenië een gevraagd acteur en vicedirecteur van het Nationaal Theater Boekarest. Het gezin vluchtte in 1983 voor het regime van Nicolae Ceauşescu naar Duitsland. Alexandra Maria Lara groeide op in Freiburg im Breisgau, deed het gymnasium in Berlijn en studeerde vervolgens aan de Theaterwerkstatt Charlottenburg van 1997 tot 2000. Ze had toen reeds rollen in meerdere TV shows en films. 
Toen ze zestien was verkreeg ze de titelrol van de televisieserie Mensch, Pia!. Ondertussen beschikt ze over een indrukwekkend cv. Zo speelde ze onder andere in de televisiefilms Die Bubi-Scholz-Story (1988), Der Tunnel en Napoleon. In Der Untergang speelt ze Traudl Junge, de privésecretaresse van Adolf Hitler. Voor deze rol ontving ze in 2005 de Goldene Kamera voor beste Duitse actrice. Drie jaar later kreeg ze de hoofdrol in The Centenarian's Youth onder leiding van Francis Ford Coppola. Ze speelde ook mee in in de films Baader-Meinhof (2008) en Lektor (2008).
Ze maakte deel uit van de jury van de hoofdcompetitie op het 61e CANNES IFF (2008).

## Filmografie

### Bioscoop
- 1995: Ich begehre dich
- 1999: Südsee, eigene Insel
- 2000: Fisimatenten
- 2000: Crazy
- 2000: Fisimatenten
- 2001: 99euro-films
- 2001: Der Tunnel
- 2001: Honolulu
- 2001: Leo und Claire
- 2002: Nackt
- 2002: Was nicht passt, wird passend gemacht
- 2004: Cowgirl
- 2004: Der Untergang
- 2005: Der Fischer und seine Frau
- 2005: Vom Suchen und Finden der Liebe
- 2006: Offset
- 2006: Wo ist Fred?
- 2007: Control
- 2007: The Company
- 2007: I Really Hate My Job
- 2007: Youth Without Youth
- 2008: Der Baader Meinhof Komplex
- 2008: Miracle at St. Anna
- 2008: The Reader
- 2009: City of Life
- 2009: Hinter Kaifeck
- 2009: L'affaire Farewell
- 2009: The City of Your Final Destination
- 2010: Je n'ai rien oublié
- 2010: Quartier lointain
- 2011: Rubbeldiekatz
- 2012: Imagine
- 2012: Move on
- 2012: Nachtlärm
- 2013: Rush
- 2014: Suite Française
- 2016: Der geilste Tag
- 2016: Vier gegen die Bank
- 2016: Robbi, Tobbi und das Fliewatüüt
- 2017: Nur Gott kann mich richten
- 2017: Geostorm
- 2018: 25 km/h
- 2018: Happy New Year, Colin Burstead
- 2018: Und der Zukunft zugewandt
- 2019: Alfons Zitterbacke – Das Chaos ist zurück
- 2019: Der Fall Collini
- 2020: Asphalt Burning
- 2021: The King's Man
- 2021: Töchter
- 2022: Liebesdings
- 2022: La Syndicaliste
- 2022: Alfons Zitterbacke - Endlich Klassenfahrt

### Televisie
- 1994: Stella Stellaris
- 1996: Mensch, Pia (televisieserie, 10 afleveringen)
- 1997: Sperling und der falsche Freund (televisieserie)
- 1998: Die Mädchenfalle - Der Tod kommt online (televisiefilm)
- 1998: Tatort - Fürstenschüler (televisieserie)

- 1998: Die Bubi-Scholz-Story (televisiefilm)
- 1999: Polizeiruf 110: Sumpf (televisieserie)
- 2000: Vertrauen ist alles (televisiefilm)
- 2000: Die Kommissarin - Die Geliebte des Killers (televisieserie)
- 2000: Luftpiraten – 113 Passagiere in Todesangst (televisiefilm)
- 2002: Napoleon (4-delige miniserie)
- 2002: Liebe und Verrat (televisiefilm)
- 2002: Schleudertrauma (televisiefilm)
- 2002: Doctor Zhivago (televisiefilm)
- 2002: Trenck – Zwei Herzen gegen die Krone (televisiefilm)
- 2003: Der Wunschbaum (televisiefilm)
- 2017–2018: You Are Wanted (televisieserie, 10 afleveringen)
- 2021: 8 Zeugen (televisieserie, 8 afleveringen)

### Synchroonrollen
- 2016: Sing als Rosita voor Reese Witherspoon
- 2021: Sing – Die Show deines Lebens (Sing 2) als Rosita voor Reese Witherspoon

## Privé
Lara trouwde in 2009 met acteur Sam Riley, met wie ze samenspeelde in Control. In 2011 verschenen ze opnieuw samen in de filmkomedie Rubbeldiekatz, waarin hij een klein rolletje heeft.